# Полиция мыслей
Поли́ция мы́слей, также поли́ция по́мыслов (англ. Thought Police) — репрессивный орган тоталитарного государства Океании, описанный Джорджем Оруэллом в романе «1984». Занимается поиском и обезвреживанием мыслепреступников.

## Организация и принципы работы
В романе нет сведений о структуре полиции мыслей и её руководстве. Известно, что полиция мыслей — это карательный орган. Она имеет развитую сеть шпионов, которые следят за простыми людьми и докладывают своему руководству о вероятных мыслепреступниках. Агенты полиции мыслей постоянно находятся в среде пролов и членов внешней партии. Для слежки также используется специальный прибор, представляющий собой гибрид телевизора и видеокамеры — телекран.